# Neil Armstrong
Neil Alden Armstrong (Wapakoneta, Ohio, 5. kolovoza 1930. – Cincinnati, Ohio, 25. kolovoza 2012.), bio je američki pokusni pilot i astronaut.

## Životopis
Neil Armstrong prvi je čovjek koji je 21. srpnja 1969. godine u 02:56:20 UTC-a (u SAD-u je bio još 20. srpnja) kročio nogom na Mjesec. 
Umro je 25. kolovoza 2012. godine, 20 dana nakon svog 82. rođendana.

## Vanjske poveznice

### Ostali projekti
|  | Zajednički poslužitelj ima stranicu o temi Neil Armstrong    |
|  | Zajednički poslužitelj ima još gradiva o temi Neil Armstrong |